# Caballo de las retuertas
El caballo de las retuertas es una raza equina española, originaria de Huelva y más concretamente de la Reserva Biológica de Doñana, que pertenece al Consejo Superior de Investigaciones Científicas (CSIC). Según estudios genéticos es la raza equina europea más antigua y la única que vive en libertad y aislada de otras poblaciones.
El caballo de Las Retuertas es de mediana alzada, perfil acarenado y rústico, lo que unido a su carácter arisco hizo que dejara de usarse como animal de trabajo y carga. Actualmente el número de ejemplares puros es muy reducido, siendo el resto cruces con el caballo andaluz y con el caballo marismeño en distinto grado.